# Именохоева, Зоя Владимировна
Зо́я Влади́мировна Именохо́ева — российская хоккеистка, мастер спорта России международного класса по хоккею с мячом, чемпионка мира 1998 года по ринк-бенди, многократная чемпионка России по хоккею с мячом (как игрок и тренер). Главный тренер женской сборной России (2007–2011).

## Биография
Родилась 21 ноября 1969 года в городе Ангарске, Иркутская область. В хоккей с мячом пришла из баскетбола.
С начала 1990-х годов постоянно играла за «Рекорд» (Иркутск) на позиции полузащитника. С этим клубом несколько раз выигрывала чемпионат России на большом льду и в ринк-бенди.
С конца 1990-х годов входит в состав женской сборной России. В 1998 году на 3-м чемпионате мира по ринк-бенди, проходившем в голландском городе Неймегене, в составе сборной становится чемпионкой мира.
С 2001 года — старший тренер хоккейного клуба Рекорд» (Иркутск). Под руководством Зои Именохоевой клуб дважды выигрывал Кубок мира среди женских команд (2009, 2012), неоднократно побеждал в чемпионатах России и Кубке России.
С 2007 по 2011 год была главным тренером женской сборной России.

## Награды
- Чемпионка мира по ринк-бенди 1998 года (Неймеген, Нидерланды)
- Многократная чемпионка России по хоккею с мячом (в качестве игрока и старшего тренера)
- Мастер спорта России международного класса
- «Почётный знак Федерации по хоккею с мячом России»[4]